# An Essay on Man
An Essay on Man est un poème écrit par le poète anglais Alexander Pope vers 1733 - 1734. Il est dédié à Henry St John (1er vicomte Bolingbroke)

## Contenu
Le poème est une considération sur l’ordre naturel que Dieu a décidé pour l’homme. Étant donné que la nature divine de Dieu échappe à l’entendement humain, que la transcendance est étrangère à l’immanence, il est impossible pour l’homme de connaître l’essence de Dieu et particulièrement le dessein que Dieu réserve à l’homme et à l’univers. Ainsi, l’homme ne doit pas remettre en cause sa position dans le monde car il en ignore la finalité, il doit donc accepter la nature des choses et sa position dans la Scala naturae (échelle, hiérarchisation des êtres) en se rappelant que peu importe ce qui est, peu importe ce qu’il advient, cela est juste.
Les positions de Pope seront beaucoup raillées par Voltaire qui n'aura de cesse de les tourner en dérision, notamment dans les contes philosophiques Candide, Zadig et Memnon.